# Archanara nigrosignata
Archanara nigrosignata là một loài bướm đêm trong họ Noctuidae.